# Perrottetia (chi ốc)
Perrottetia là một chi ốc cạn trong họ Streptaxidae. Chúng có phạm vi phân bố ở vùng Nam Ấn và vùng Đông Nam Á. Tại Thái Lan đã phát hiện ra loài ốc sên bảy sắc quý hiếm nằm trong chi này.

## Các loài
- Perrottetia aquilonaria
- Perrottetia dermapyrrhosa
- Perrottetia gudei
- Perrottetia phuphamanensis

## Loài mới
Trong số các loài này có ốc sên bảy sắc cầu vồng sặc sỡ mới được phát hiện nhưng loại động vật thân mềm này đang có nguy cơ tuyệt chủng. Loại ốc mang bảy sắc cầu vồng chỉ tồn tại duy nhất ở Thái Lan và là một trong ba loại ốc Perrottetia mới được phát hiện ở vùng núi Bắc và Đông Bắc Thái Lan. Chúng sinh sống ở hệ sinh thái đá vôi, lấy các loại ốc nhỏ, ấu trùng côn trùng và giun đất làm thức ăn.